# Jean Dedina
Jean Dedina, född 1870, död 1955, var en fransk-tjeckisk konstnär, bror till Venceslas Dedina.
Dedina är mest känd som målare i olja och akvarell, känd för sina teckningar ur Jan Hus levnad.